# 172 (число)
172 (Сто сімдеся́т два) — натуральне число між  171 та  173.

## У математиці
- Недостатнє число
- Число з послідовності центральних многотокутних чисел
- 172 = 2 × 2 × 43
- 172 = 1 × 2 × 86
- Дільники числа 172: 1, 2, 4, 43, 86, 172

## В інших галузях
- 172 рік, 172 до н. е.
- NGC 172 — галактика в сузір'ї Кит.